# 65 Piscium
65 Piscium (i Piscium) é uma estrela binária na direção da Pisces. Possui uma ascensão reta de 00h 49m 53.11s e uma declinação de +27° 42′ 37.1″. Sua magnitude aparente é igual a 7.0. Considerando sua distância de 347 anos-luz em relação à Terra, sua magnitude absoluta é igual a 0.42. Pertence à classe espectral F4III.